# تشارلز فاين
تشارلز فاين (بالإنجليزية: Charles Vane)‏ (1680-1721) هو قرصان إنجليزي عاش ابان فترة العصر الذهبي للقراصنة، اشتهر بقيامه بأعمال قرصنة لسفن الشحن الإنجليزية والفرنسية على سواحل بروفيدانس الجديدة في جزر البهاما ، وقام بالدفاع عن جزيرة ناساو التي كانت تسمى جمهورية القراصنة ضد البحرية الملكية البريطانية عام 1718 لكنه فشل في ذلك واستمر في أعمال القرصنة حتى عام 1721 عندما قبض عليه وجرى اعدامه في خليج بورت رويال-جامايكا بعد تاريخ حافل في القرصنة.